# Polypoetes cistellata
Polypoetes cistellata är en fjärilsart som beskrevs av Erich Martin Hering 1925. Polypoetes cistellata ingår i släktet Polypoetes och familjen tandspinnare. Inga underarter finns listade i Catalogue of Life.